# Мола-Сара (дегестан)
Мола-Сара (перс. ملاسرا) — дегестан в Ірані, в Центральному бахші, в шагрестані Шафт остану Ґілян. За даними перепису 2006 року, його населення становило 12596 осіб, які проживали у складі 3308 сімей.

## Населені пункти
До складу дегестану входять такі населені пункти:
- Акасайєд-Якуб
- Ґураб-е-Лішавандан
- Джірдег-е-Пасіхан
- Калашем-е-Бала
- Касан
- Кузе-Ґяран
- Мархал
- Машатук
- Мола-Сара
- Новдег
- Новдег-е-Пасіхан
- Расте-Кенар
- Тазеабад-е-Пасіхан
- Талеш-Махале
- Фашалам
- Чаку-Сар
- Шад-Хал